# Basilio Valladares Hernández
Basilio Valladares Hernández (Tacoronte, 21 de septiembre de 1947) es un científico español. Es catedrático de Parasitología de la Universidad de La Laguna, diplomado en Sanidad y Especialista en Análisis Clínicos.

## Biografía y trayectoria académica
Basilio Valladares Hernández nació en Tacoronte, en la isla de Tenerife, el 21 de septiembre de 1947. En su adolescencia manifestó su inclinación por los estudios de Farmacia, titulación en la que se licenció en 1971 en la Universidad de Granada. En 1981 se doctoró en Farmacia en la Universidad de La Laguna, obteniendo el Premio Extraordinario de Doctorado. Accedió a una plaza de profesor adjunto numerario en la Universidad de La Laguna en 1974; y en 1985 fue nombrado profesor titular de universidad y desde 2008 es catedrático de Parasitología de esta universidad. Es miembro de la Sociedad Española de Parasitología, de la Sociedad Española de Bioquímica y Biología Molecular: Sección de Parasitología Molecular y de la Sociedad Española de Farmacéuticos Analistas.

## Investigación
Basilio Valladares Hernández se adentró en el mundo de la investigación en 1974 y ha centrado gran parte de su trayectoria profesional en la investigación parasitológica. Realizó estancias de investigación en Instituto de Parasitología “López Neyra” de Granada, perteneciente al Consejo Superior de Investigaciones Científicas y en el Laboratorio de Parasitología y Enfermedades Exóticas de la Facultad de Medicina de la Universidad de Grenoble. Desarrolló diversos proyectos en países en vías de desarrollo, algunos financiados por la Agencia Española de Cooperación Internacional para el Desarrollo. Ha publicado más de un centenar de artículos, y participado en más de cincuenta proyectos o convenios y en otros tantos congresos nacionales e internacionales.

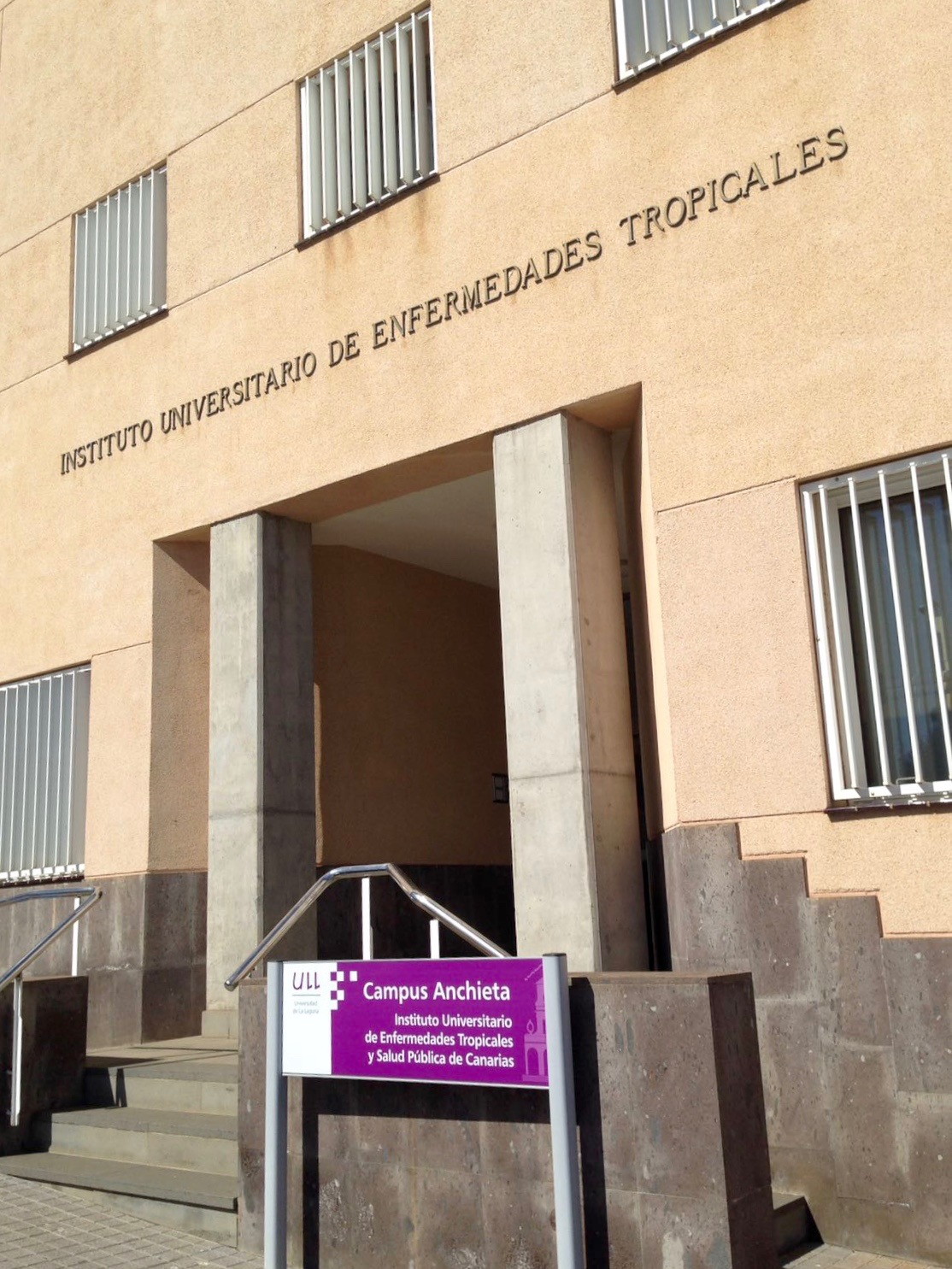
Entrada del Instituto Universitario de Enfermedades Tropicales

Su interés por las enfermedades tropicales y aquellas patologías que afectan, sobre todo, a las poblaciones más pobres le llevó a promover la creación y a dirigir el Instituto Universitario de Enfermedades Tropicales (IUET).
Ha promovido la creación de la Fundación Canaria para el Control de las Enfermedades Tropicales, presentada en el año 2013 y constituida con el fin de recabar fondos necesarios para el impulso y fortalecimiento de los proyectos que el Instituto Universitario de Enfermedades Tropicales y Salud Pública de Canarias tiene planteados a nivel internacional, sobre todo en África.
Ha dirigido casi una veintena de Tesis Doctorales.

## Cargos relevantes desempeñados
- (2000-2004) Decano de la Facultad de Farmacia de la Universidad de La Laguna.
- (2006-2017) Director del Instituto Universitario de Enfermedades Tropicales y Salud Pública de Canarias, que recibió la (Medalla de Oro de Canarias en 2013).[3]
- Catedrático de Parasitología y Profesor Emérito de la Universidad de La Laguna.
- Vicepresidente de la Sociedad Española de Medicina Tropical y Salud Internacional (SEMTSI).
- Presidente del patronato de la Fundación Canaria para el Control de las Enfermedades Tropicales (FUNCCET).
- Codirector de CampusÁFRICA.

## Honores y distinciones
- (2007) Profesor honorario de la Universidad San Antonio Abad de Cuzco.

- (2012) Académico correspondiente de la Real Academia de Medicina de Canarias.[2]
- (2016) Medalla al Mérito Educativo (1er grado) del Gobierno de Cabo Verde.[4]
- (2017) Medalla de Oro de Canarias.[5]
- (2020) Académico correspondiente de la Real Academia Nacional de Farmacia.[6][7]
- (2022) Reconocimiento a su trayectoria profesional en el XII Congreso de la SEMTSI.
- (2024) Premio Canarias (Investigación e innovación)[8]